# Giải SEFCA cho đạo diễn xuất sắc nhất
Giải SEFCA cho đạo diễn xuất sắc nhất là một giải của SEFCA dành cho đạo diễn của một phim, được bầu chọn là xuất sắc nhất. Giải này được lập từ năm 1992.

## Các đạo diễn đoạt giải

### Thập niên 1990
| Năm  | Đạo diễn          | Phim                |
| ---- | ----------------- | ------------------- |
| 1992 | Robert Altman     | The Player          |
| 1993 | Jane Campion      | The Piano           |
| 1994 | Quentin Tarantino | Pulp Fiction        |
| 1995 | Ron Howard        | Apollo 13           |
| 1996 | John Sayles       | Lone Star           |
| 1997 | Curtis Hanson     | L.A. Confidential   |
| 1998 | Steven Spielberg  | Saving Private Ryan |
| 1999 | Sam Mendes        | American Beauty     |

### Thập niên 2000
| Năm  | Đạo diễn          | Phim                                              |
| ---- | ----------------- | ------------------------------------------------- |
| 2000 | Steven Soderbergh | Traffic                                           |
| 2001 | Peter Jackson     | The Lord of the Rings: The Fellowship of the Ring |
| 2002 | Martin Scorsese   | Gangs of New York                                 |
| 2003 | Peter Jackson     | The Lord of the Rings: The Return of the King     |
| 2004 | Alexander Payne   | Sideways                                          |
| 2005 | Ang Lee           | Brokeback Mountain                                |
| 2006 | Martin Scorsese   | The Departed                                      |
| 2007 | Ethan & Joel Coen | No Country for Old Men                            |
| 2008 | Danny Boyle       | Slumdog Millionaire                               |

Bản mẫu:SEFCA Awards Chron